# Colletotrichum orbiculare
Colletotrichum orbiculare là một sinh vật gây bệnh cho các loại dưa như dưa hấu, dưa gang, dưa chuột...